# Frans de Grebber

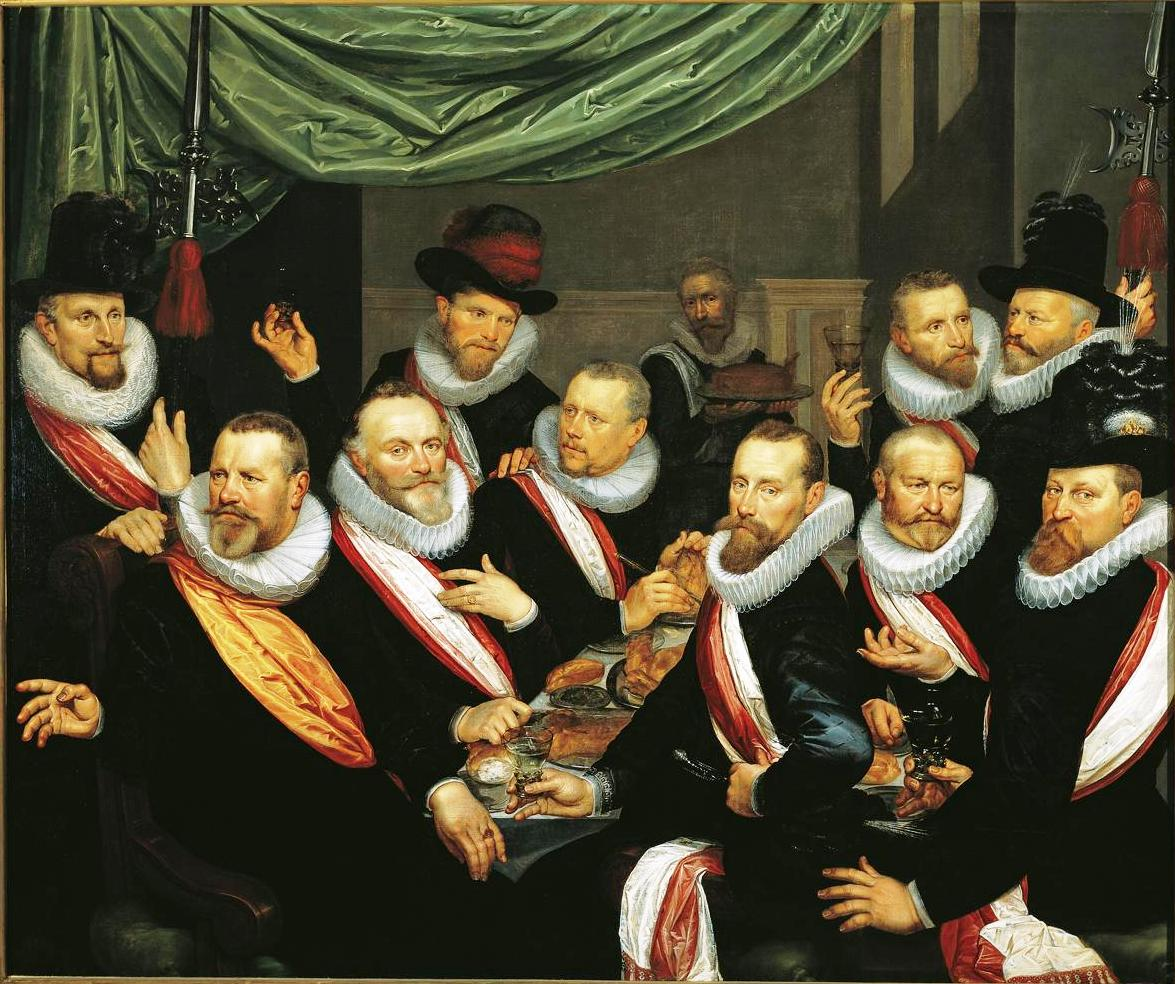
Frans Pietersz. de Grebber – Maaltijd van officieren van de St. Jorisdoelen (1618)

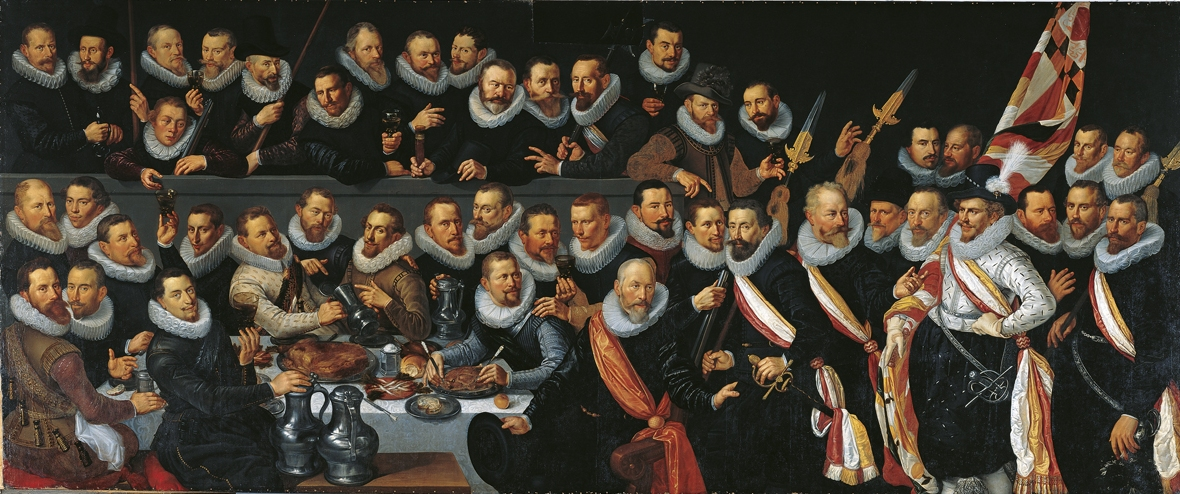
Frans Pietersz. de Grebber – Maaltijd van officieren en onderofficieren van de Cluveniersdoelen Banquet of the officers of the St. Adrian civic guard in 1619

Frans Pietersz. de Grebber (ur. 1573 w Haarlemie, poch. 6 marca 1649 tamże) – holenderski malarz i marszand; ojciec Pietera de Grebbera.

## Życiorys
Jego nauczycielem był Jacob Savery. Około 1599 ożenił się z Hillegont van Lijnhoven; miał z nią dziesięcioro dzieci, z których Pieter, Maria i Albert także zostali malarzami.
Około 1600 przystąpił do haarlemskiej gildii św. Łukasza, której później trzykrotnie był dziekanem (1616, 1628, 1630). Prowadził duży warsztat; jego uczniami były jego dzieci oraz m.in. Peter Lely, Judith Leyster i Pieter Jansz. Saenredam. W 1618 przez rok przebywał w Antwerpii.
Był wziętym portrecistą. Malował na zamówienie księcia Fryderyka Henryka Orańskiego i jego żony Amalii zu Solms-Braunfels. Jako marszand pełnił funkcję agenta Rubensa, współpracując z ambasadorem Anglii w Hadze, sir Dudleyem Carletonem w ramach wymiany obrazów na rzeźby antyczne.

## Twórczość
Malował sceny historyczne i portrety, w tym grupowe (Bankiet oficerów i sierżantów gwardii św. Jerzego w Haarlemie, 1619).